# Liisa Anttila

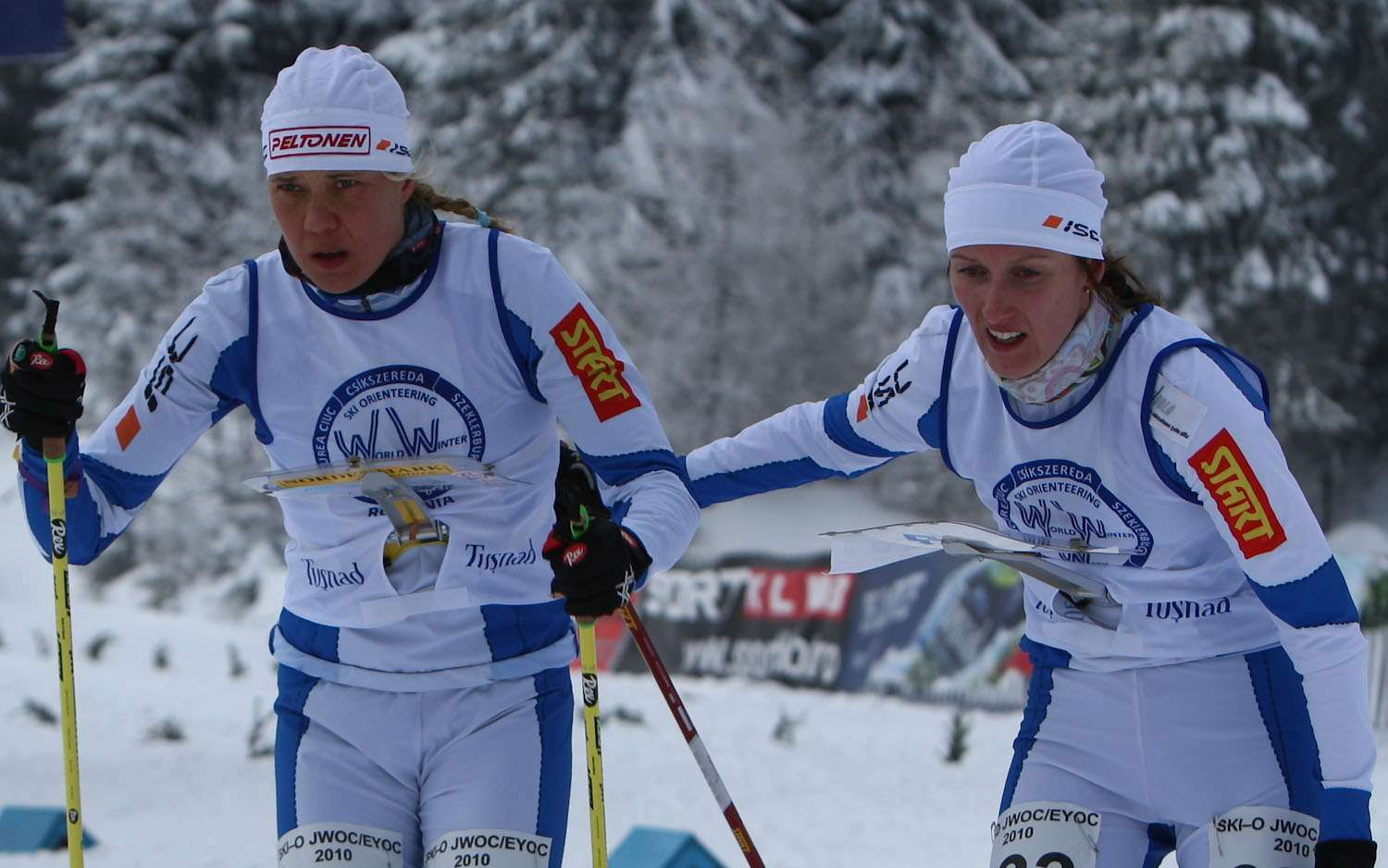
Liisa Anttila (links) und Marttiina Joensuu bei den Europameisterschaften 2010

Liisa Anttila (* 30. September 1974 in Luopioinen, Pälkäne) ist eine finnische Orientierungsläuferin, Ski-Orientierungsläuferin und Skilangläuferin. 

## Laufbahn
Anttila wurde 1993 in Südtirol Langdistanz-Weltmeisterin der Juniorinnen im Orientierungslauf. Außerdem gewann sie die Bronzemedaille auf der Kurzdistanz und Silber mit der finnischen Frauenstaffel. Im folgenden Winter wurde sie in Rovaniemi dreifache Weltmeisterin der Juniorinnen im Ski-Orientierungslauf.
1996 gewann sie die finnischen Aktiven-Orientierungslaufmeisterschaften auf der Lang- und der Ultralangdistanz. 1997 lief sie ihre erste Weltcupsaison im Ski-Orientierungslauf und wurde im Gesamtklassement Zweite bei einem Rückstand von vier Punkten auf die Norwegerin Hilde G. Pedersen. Ein Jahr später erfolgte ihre erste Teilnahme an einer Ski-Orientierungslauf-Weltmeisterschaft der Aktiven. Im österreichischen Windischgarsten gewann sie zugleich die Titel auf der Langdistanz und mit ihrer Schwester Mervi Anttila und Terhi Holster in der Staffel. Über die Kurzdistanz wurde sie hinter den Schwedinnen Annika Zell und Lena Hasselström Dritte. Auch bei den folgenden Weltmeisterschaften 2000 in Krasnojarsk gewann sie in allen drei Entscheidungen eine Medaille: Bronze auf der Kurzdistanz, Silber auf der Langdistanz und erneut Gold mit der Staffel.
2001 fanden die Sommer-Orientierungslauf-Weltmeisterschaften im finnischen Tampere statt. Nach den Weltmeisterschaften 1999 in Schottland, bei denen sie den 23. Platz auf der Langdistanz belegte, waren dies ihre zweiten Weltmeisterschaften. Sie ging in Tampere im Sprint, auf der langen Strecke und mit der Staffel an den Start. Während sie im Sprint Neunte und auf der Langdistanz Siebte wurde gewann sie mit Reeta-Mari Kolkkala, Marika Mikkola und Johanna Asklöf den Weltmeistertitel mit der Staffel. Anttila sollte in der Folge noch bei den Orientierungslauf-Weltmeisterschaften 2003, 2007 und 2008 jeweils auf der Langdistanz an den Start gehen, wobei sie dabei nur noch 2008 als Zehnte in die Wertung lief.  
Im Ski-Orientierungslauf folgte dagegen noch weitere Medaillen. 2004 in Schweden wurde sie zum dritten Mal mit der Staffel und zum vierten Mal insgesamt Weltmeisterin im Ski-Orientierungslauf. Bis 2011 gewann sie insgesamt vier Silber- und sieben Bronzemedaillen bei Ski-Orientierungslauf-Weltmeisterschaften. Bei Ski-Orientierungslauf-Europameisterschaften gewann sie vier Silber- und eine Bronzemedaille. Ihren einzigen Europameistertitel holte sie 2008 mit der Staffel. 
Im Skilanglauf kam Anttila bislang (Stand Dezember 2013) zu zwei Weltcupeinsätzen: Im November 2001 belegte sie über 10 km klassisch in Kuopio den 83. Platz, am 3. März 2012 kam sie in Lahti zu einem zweiten Einsatz und wurde dabei im Skiathlon 60. 2010 wurde sie in Keuruu hinter Riitta-Liisa Roponen finnische Vizemeisterin im Verfolgungsrennen. 2001 wurde sie darüber hinaus in Vehkalahti Sechste bei den finnischen Meisterschaften im Crosslauf über 6 km.
Liisa Anttila gehörte im Orientierungslauf den Vereinen Hämeenlinnan Suunnistajat (bis 1998), Tampereen Pyrintö (1999 bis 2005), Tampereen Koo-Vee (2006 bis 2011) und Hernemäen Porina (seit 2012) an. Ihr Skilanglaufklub ist der Verein Valkeakosken Haka, ihr Leichtathletikverein Luopioisten Luja. Mit Pyrintö gewann sie 1999 und 2003 die Venlojen viesti.
2004 wurde sie in Finnland zum Ski-Orientierungsläufer des Jahres ausgezeichnet.

## Platzierungen

### Orientierungslauf
| Weltmeisterschaften | Sprint | Mittel | Lang | Staffel |
| ------------------- | ------ | ------ | ---- | ------- |
| 1999 Inverness      |        |        | 23.  |         |
| 2001 Tampere        | 9.     |        | 7.   | 1.      |
| 2003 Rapperswil     |        |        | dsq. |         |
| 2007 Kiew           |        |        | n.q. |         |
| 2008 Olomouc        |        |        | 10.  |         |

| Europameisterschaften | Sprint | Mittel | Lang | Staffel |
| --------------------- | ------ | ------ | ---- | ------- |
| 2002 Sümeg            | 34.    |        | 22.  |         |

| Junioren-WM     | Sprint | Mittel | Lang | Staffel |
| --------------- | ------ | ------ | ---- | ------- |
| 1993 Kastelruth |        | 3.     | 1.   | 2.      |
| 1994 Gdynia     |        |        | 8.   |         |

| Gesamt-Weltcup | Gesamt-Weltcup |
| -------------- | -------------- |
| 1998           | 46.            |
| 2002           | 17.            |
| 2007           | 43.            |
| 2008           | 32.            |
| 2009           | 56.            |

| Finn. Meisterschaften | Sprint | Mittel | Lang | Ultra | Nacht | Staffel |
| --------------------- | ------ | ------ | ---- | ----- | ----- | ------- |
| 1993                  |        |        | 3.   |       |       | 1.      |
| 1995                  |        | 2.     |      |       |       |         |
| 1996                  |        |        | 1.   | 1.    |       |         |
| 1997                  |        |        |      |       |       | 3.      |
| 1998                  |        |        |      | 1.    |       |         |
| 1999                  |        | 3.     |      | 1.    |       | 1.      |
| 2001                  |        | 1.     | 1.   |       |       |         |
| 2002                  |        |        | 1.   |       |       |         |
| 2003                  | 1.     | 3.     |      | 2.    |       |         |
| 2005                  |        |        |      |       |       | 2.      |
| 2006                  | 2.     |        |      |       |       | 2.      |
| 2009                  |        |        |      |       |       | 2.      |
| 2013                  |        |        |      |       |       | 3.      |

### Ski-Orientierungslauf
| Weltmeisterschaften   | Sprint | Mittel | Lang | Staffel | Mixed |
| --------------------- | ------ | ------ | ---- | ------- | ----- |
| 1998 Windischgarsten  |        | 3.     | 1.   | 1.      |       |
| 2000 Krasnojarsk      |        | 3.     | 2.   | 1.      |       |
| 2002 Borowez          |        | 17.    | 10.  |         |       |
| 2004 Åsarna/Östersund | 2.     | 5.     | 10.  | 1.      |       |
| 2005 Levi             | 10.    |        | 12.  | 3.      |       |
| 2007 Moskau           | 3.     | 2.     | dsq. | 2.      |       |
| 2009 Rusutsu          | 5.     | 10.    | 11.  | 4.      |       |
| 2011 Tänndalen        | 3.     | 7.     | 6.   | 3.      | 3.    |

| Europameisterschaften | Sprint | Mittel | Lang | Staffel |
| --------------------- | ------ | ------ | ---- | ------- |
| 2001 Wologda          | 9.     | 9.     | dsq. |         |
| 2003 Kastelruth       | 3.     | 6.     | 16.  | 6.      |
| 2006 Iwanowo          | 13.    | 16.    | 5.   |         |
| 2008 S-chanf          | 2.     | 11.    | 2.   | 1.      |
| 2010 Miercurea Ciuc   | 9.     | 2.     | 2.   | 3.      |
| 2011 Lillehammer      | 8.     | 5.     | 6.   | 4.      |

| Nord. Meisterschaften | Sprint | Mittel | Lang | Staffel |
| --------------------- | ------ | ------ | ---- | ------- |
| 1997                  |        |        |      | 3.      |
| 1998                  |        |        | 4.   | 1.      |
| 2004                  | 9.     |        | 1.   | 1.      |
| 2005                  | 6.     |        | 8.   | 1.      |
| 2007                  | 5.     |        |      | 1.      |
| 2009                  | 15.    |        | 8.   | 3.      |

| Junioren-WM    | Sprint | Mittel | Lang | Staffel |
| -------------- | ------ | ------ | ---- | ------- |
| 1994 Rovaniemi |        | 1.     | 1.   | 1.      |

| Gesamt-Weltcup | Gesamt-Weltcup               |
| -------------- | ---------------------------- |
| 1997           | 2.                           |
| 1999           | 30.                          |
| 2000           | 25.                          |
| 2001           | 26.                          |
| 2003           | 24.                          |
| 2006           | 6.                           |
| 2007/08        | 2.                           |
| 2009/10        | 7. 13. (Sprint) 3. (Staffel) |

| Finn. Meisterschaften | Sprint | Mittel | Lang | Ultra | Staffel |
| --------------------- | ------ | ------ | ---- | ----- | ------- |
| 1997                  |        | 7.     | ?    |       |         |
| 1999                  |        |        | 3.   | 1.    |         |
| 2000                  |        |        | 1.   | 1.    |         |
| 2001                  |        |        | 5.   |       |         |
| 2002                  |        | 1.     | 3.   |       | 1.      |
| 2003                  |        |        | 1.   |       | 1.      |
| 2004                  |        |        | 1.   |       | 1.      |
| 2005                  |        | 6.     | 7.   |       | 1.      |
| 2006                  |        | 2.     |      |       |         |
| 2007                  |        | 1.     | 1.   |       | 1.      |
| 2009                  |        | 2.     | 1.   |       | 1.      |
| 2010                  |        |        |      | 1.    |         |